# تجمع بدو الرخمة (المكلا)

تعديل مصدري - تعديل

تجمع بدو الرخمة هي إحدى قرى عزلة المكلا بمديرية المكلا التابعة لمحافظة حضرموت، بلغ تعداد سكانها 25 نسمة حسب تعداد اليمن لعام 2004.